# Margaret af Skotland
Margaret af Skotland (ca. april 1283 i Norge – september/oktober 1290 på Orkneyøerne) var datter af den norske kong Erik Præstehader og dennes skotske hustru, Margaret. Moderen døde kort efter datterens fødsel. 
Da den skotske kong Alexander 3. døde i 1286, var hans tre børn af første ægteskab allerede døde. Hans anden hustru og dronning gennem de sidste fem måneder, Yolande, hævdede at være gravid og krævede derfor magten. Den påståede graviditet viste sig at være opspind, og den treårige Margaret blev udpeget til dronning. Margaret var Alexanders barnebarn og hans eneste efterkommer.
Margarets mormors bror, Edvard, der var konge i England, blev blandet ind i de usikre forhold. I 1290 bestemte han, at Margaret skulle giftes med hans søn, prins Edvard af Wales, men på rejsen fra Norge til Skotland blev Margaret syg og døde på Orkneyøerne samme år. I 1292 blev John Balliol kronet som konge af Skotland.